# Vitagenum
Vitagenum – polska firma działająca w obszarze genetyki personalnej. Powstała w październiku 2013 roku. Została założona przez dwóch naukowców z Lublina – Adama Kuzdralińskiego i Tomasza Czerneckiego, specjalizujących się w nutrigenomice, nutrigenetyce, genetyce, dietetyce i żywieniu człowieka. Podstawą działalności Vitagenum jest odczytywanie i interpretacja informacji zawartych w ludzkim genomie oraz popularyzacja wiedzy i danych naukowych dotyczących predyspozycji zapisanych w genach. W skład oferty firmy wchodzi wykonywanie testów genetycznych, projektowanie innowacyjnych metod molekularnych, badania naukowe oraz poradnictwo z zakresu nauk medycznych. Firma posiada własne laboratorium mieszczące się w Lubelskim Parku Naukowo-Technologicznym. W 2015 roku część działu badawczo-rozwojowego firmy Vitagenum, zajmującego się genetyką zwierząt, roślin i mikroorganizmów została przekształcona w firmę Nexbio sp. z o.o. Firma ta została powołana w ramach projektu „Innova-Invest: inwestycje w innowacyjne przedsięwzięcia w Lubelskim Parku Naukowo – Technologicznym” realizowanego przez LPNT S.A. ze środków Programu Operacyjnego Innowacyjna Gospodarka; Oś Priorytetowa 3. Kapitał dla innowacji; Działanie 3.1 Inicjowanie działalności innowacyjnej. Vitagenum jako startup w 2015 roku zdobyło 3 miejsce w międzynarodowym konkursie Infoshare. 

## Laboratorium Vitagenum
Laboratorium Vitagenum mieści się w Lubelskim Parku Naukowo-Technologicznym. Wykonuje głównie badania genetyczne genomu człowieka. Firma posiada autorską technologię (szybka, bezstratna) umożliwiającą uzyskanie sekwencji dowolnego fragmentu DNA z ludzkich genomów, zwierząt, roślin, bakterii, a nawet wirusów. Wdrożyła zaawansowany system informatyczny pozwalający monitorować każdy etap pracy laboratoryjnej. Laboratorium prowadzi prace badawczo-rozwojowe (B+R) i współpracuje z takimi jednostkami naukowymi jak Uniwersytet Medyczny w Lublinie, Uniwersytet Przyrodniczy w Lublinie, Polska Akademia Nauk. Wszystkie badania prowadzone są na miejscu (próbki nie są wysyłane zagranicę). W maju 2020 roku laboratorium badawczo-rozwojowe Vitagenum uzyskało zgodę na wykonywanie badań diagnostycznych w zakresie diagnostyki wirusa SARS-Cov2 i wykonuje rutynową diagnostykę COVID19

## Badania genetyczne
Firma projektuje, waliduje i wdraża badania molekularne. Oferowane badania genetyczne dostępne są dla klientów z całego świata. Oprócz wyniku badania genetycznego klienci otrzymują interpretację wyników oraz opracowane na tej podstawie wskazówki umożliwiające świadome kształtowanie zdrowia i racjonalne podejście do poprawy jakości życia. Badania prowadzone są w 12 obszarach, m.in. patogenezy otyłości, optymalizacji treningu sportowego, nietolerancji pokarmowych, uzdolnień i zarządzania emocjami.